# Егоров, Иван Андреевич
Иван Андреевич Егоров (1789—1841) — российский общественный деятель, градоначальник Петрозаводска, купец.

## Биография
Родился в семье дьячка Ладвинского прихода Петрозаводского уезда. В 1808 году переехал из села Ладва в Петрозаводск.
Начинал работу приказчиком. К 1921 году состоял купцом 3-й гильдии.
В 1833—1834 годах — городской голова Петрозаводска.

## Семья
Сын Александр, состоял в Петрозаводском купечестве.